# Sons of Kemet

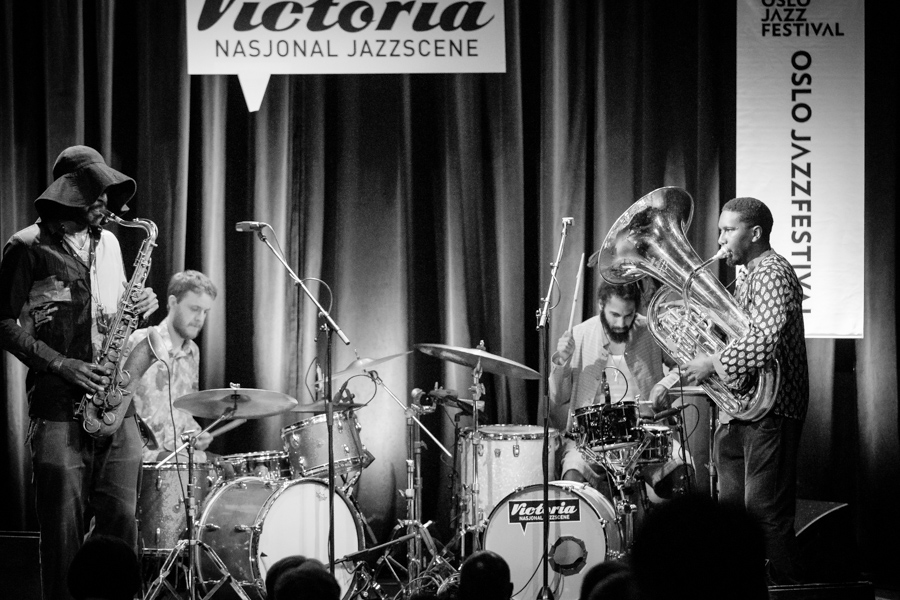
Sons of Kemet (Oslo Jazzfestival 2018)

Sons of Kemet war eine britische Jazzband in Quartettform, die 2011 von Shabaka Hutchings, Oren Marshall, Seb Rochford und Tom Skinner gegründet wurde und sich 2022 auflöste.

## Geschichte
Die Besetzung der von Shabaka Hutchings geleiteten Band ist ungewöhnlich: In Sons of Kemet treffen Tenorsaxophon bzw. Klarinette und Tuba auf zwei Schlagzeuge. Deren Zusammenspiel erzeugt eine Mischung aus Jazz, Rock und afrikanischer Musik.
Die Band begann im Frühjahr 2011 zu proben. Ihr erstes Konzert wurde von einem jazzbegeisterten Publikum in Charlie Wright's International Bar in London sehr gut aufgenommen. Der breit gefächerte Sound von Sons of Kemet wurde durch Übung und Forschung entwickelt, die weitgehend durch Hutchings’ Interessen angeleitet wurden.
Am 9. September 2013 veröffentlichte Sons of Kemet das Debütalbum Burn, das mit dem Arts Desk Album of the Year 2013 ausgezeichnet und von Gilles Peterson für dessen „Album of the Year“ nominiert wurde. Ihr nächstes Album Lest We Forget What We Came Here to Do erhielt die gleiche Nominierung für das Jahr 2015. Bei den MOBO Awards 2013 wurde die Gruppe als Bester Jazzact ausgezeichnet. Seit dem zweiten Album Lest We Forget What We Came Here to Do ersetzt Theon Cross Oren Marshall an der Tuba; Schlagzeuger Edward Wakili-Hick kam 2019 für den vielbeschäftigten Rochford in die Gruppe.
Am 30. März 2018 veröffentlichte Impulse! das dritte Album der Band, Your Queen Is a Reptile. Es wurde für den Mercury Prize 2018 nominiert.
Das vierte Album Black to the Future (2021) sollte ein „Klanggedicht für die Beschwörung von Macht, Erinnerung und Heilung“ sein und als „Zeitreise für Black Empowerment“ wirken. Daran hat die Gruppe weitere Künstler beteiligt, so den Poeten Joshua Idehen mit Spoken Words und von der anderen Seite des Atlantik Moor Mother und Angel Bat Dawid.
Eine angekündigte Deutschland-Tour musste aufgrund der Covid-Pandemie im Januar 2022 abgesagt werden. Im Juni 2022 gab die Band ihre Auflösung bekannt.; am 17. August 2022 spielte das Quartett noch ein beeindruckendes Konzert in der Elbphilharmonie.

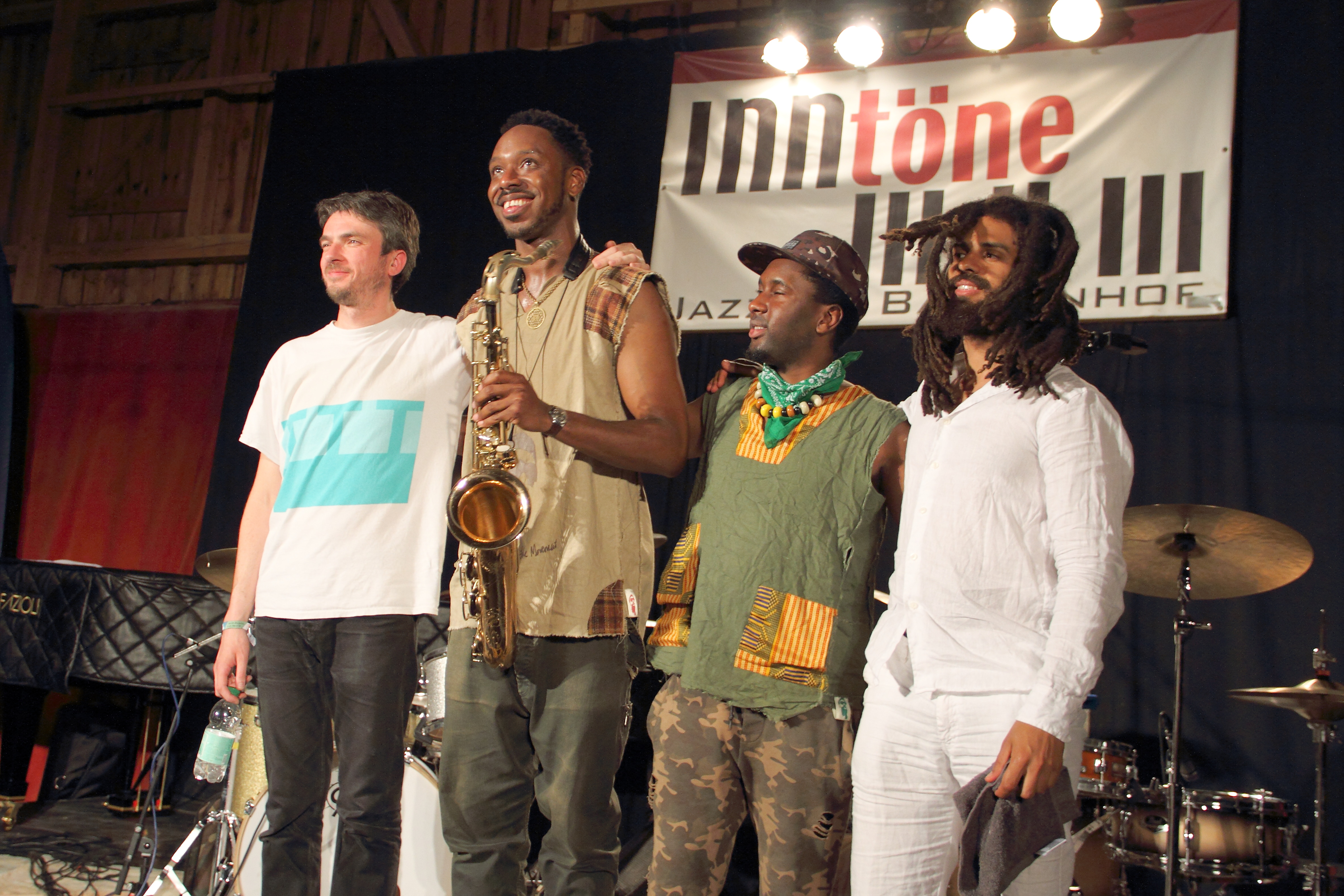
Sons of Kemet: Tom Skinner, Shabaka Hutchings, Theon Cross und Edward Wakili-Hick (von links nach rechts, 2018)

## Diskografie
- Burn (Naim, 2013)
- Lest We Forget What We Came Here to Do (Naim, 2015)
- Your Queen Is a Reptile (Impulse!, 2018)
- Black to the Future (Impulse!, 2021)

## Videografie
| Jahr | Titel                      | Regisseur       | Choreograph          | Referenz |
| ---- | -------------------------- | --------------- | -------------------- | -------- |
| 2015 | „Play Mass“                | Jordan Copeland | Valeria Tello Giusti | [ 10 ]   |
| 2016 | „In the Castle of My Skin“ | Motheo Moeng    | Jarrel Mathebula     | [ 11 ]   |

## Preise und Auszeichnungen
- 2013 MOBO Awards – Best Jazz Act (Gewinner)[4]